# Zhang Jun (Leichtathlet, 1983)
Zhang Jun (chinesisch 张竣; * 11. April 1983 in Binzhou) ist ein ehemaliger chinesischer Leichtathlet, der sich auf das Kugelstoßen spezialisiert hat.

## Sportliche Laufbahn
Erste internationale Erfahrungen sammelte Zhang Jun im Jahr 2009, als er an der Sommer-Universiade in Belgrad teilnahm und dort mit einer Weite von 19,58 m die Silbermedaille hinter dem Russen Soslan Zirichow gewann. Anschließend gewann er bei den Asienmeisterschaften in Guangzhou mit 19,15 m die Bronzemedaille hinter dem Inder Om Prakash Karhana und Chang Ming-huang aus Taiwan, ehe er bei den Ostasienspielen in Hongkong mit neuem Landesrekord von 20,41 m die Goldmedaille gewann. Im Jahr darauf schied er bei den Hallenweltmeisterschaften in Doha mit 18,51 m in der Qualifikation aus und nahm im Herbst an den Asienspielen in Guangzhou teil und gewann dort mit einem Stoß auf 19,59 m die Silbermedaille hinter Sultan Abdulmajeed al-Habashi aus Saudi-Arabien. Bei den Leichtathletik-Asienmeisterschaften 2011 in Kōbe gewann er mit 19,77 m die Silbermedaille hinter Chang aus Taiwan und im Jahr darauf siegte er bei den Hallenasienmeisterschaften in Hangzhou mit einer Weite von 19,78 m. Kurz zuvor stellte er in Nanjing mit 20,16 m einen neuen Asienrekord auf und verbesserte dort die Bestmarke des Katari Khalid Habash al-Suwaidi aus dem Jahr 2006 um sieben Zentimeter. Er qualifizierte sich zudem für die Teilnahme an den Olympischen Spielen in London, bei denen er aber ohne einen gültigen Versuch in der Vorrunde ausschied. 2013 erreichte er bei den Asienmeisterschaften in Pune mit 17,82 m den zehnten Platz und im Jahr darauf beendete er in Suzhou seine aktive sportliche Karriere im Alter von 31 Jahren.
In den Jahren 2009 und 2010 wurde Zhang chinesischer Meister im Kugelstoßen im Freien sowie 2011 in der Halle.

## Persönliche Bestleistungen
- Kugelstoßen: 20,41 m, 11. Dezember 2009 in Hongkong (chinesischer Rekord)
  - Kugelstoßen (Halle): 20,16 m, 13. Februar 2012 in Nanjing (chinesischer Rekord)